# Frannie (Wyoming)
Frannie város az USA Wyoming államában, Park és Big Horn megyékben. Lakosainak száma 145 fő (2020. április 1.).

## Népesség
A település népességének változása:

| 2010 | 157 |
| 2020 | 145 |